# Microlicia subsetosa
Microlicia subsetosa är en tvåhjärtbladig växtart som beskrevs av Dc.. Microlicia subsetosa ingår i släktet Microlicia och familjen Melastomataceae. Inga underarter finns listade i Catalogue of Life.